# Michael Wollny
Michael Wollny (* 25. Mai 1978 in Schweinfurt) ist ein vielfach ausgezeichneter deutscher Jazzpianist.

## Leben
Wollny hatte bis 1997 eine musikalische Ausbildung (Klavier, Violine) an der Musikschule Schweinfurt bzw. am Hermann-Zilcher-Konservatorium Würzburg und nahm erfolgreich an den Wettbewerben von Jugend musiziert teil. Ab 1997 studierte er an der Hochschule für Musik Würzburg bei Chris Beier (Künstlerisches Diplom mit Auszeichnung 2002, Meisterklassendiplom 2004). Er hatte auch Unterricht bei John Taylor und Walter Norris.
Wollny war zwischen 1998 und 2002 Mitglied im Bundesjazzorchester, mit dem er auch auf Tournee ging. Daneben gehörte er zum Quartett von Hubert Winter. Im Trio mit Wolfgang Kriener und Joachim Leyh erscheint ein Debütalbum. Seit 2001 spielt er mit Heinz Sauer im Duo bzw. im Quartett. Ebenso erfolgreich war er mit dem Trio [em] (mit Eva Kruse als Bassistin und Eric Schaefer am Schlagzeug). Daneben war er an CD-Produktionen u. a. mit den Young Friends, mit Hubert Winter („Different Kind of Stories“, 2003), aber auch Hans-Peter Salentin (Beyond Your Thoughts, Sound of Silence) und Nils Landgren (The Moon, The Stars and You, 2011) sowie zahlreichen weiteren bei ACT erschienenen Alben beteiligt und war als Pianist und musikalischer Mitarbeiter am Schauspielhaus Nürnberg tätig.
Seit 2005 steht er bei dem Jazzlabel ACT unter Vertrag, wo er mit seinem Trio em in der Reihe Young German Jazz debütierte. Im Jahre 2007 erschien sein von Kritikern hochgelobtes erstes Soloalbum Hexentanz. 2014 legte er mit seinem Trio, zu dem nun neben Eric Schaefer der Bassist Tim Lefebvre gehörte, das Album Weltentraum vor, das spielend „den Graben zur Popmusik“ überbrückt und in die Popcharts gelangte; auch die folgenden Alben gelangten in die Charts. Wollny war 2018 erster Artist in Residence in der Festival-Geschichte des Elbjazz.
Seit 2014 lebt Wollny mit seiner Familie in Leipzig, wo er als Professor an der Hochschule für Musik und Theater tätig ist.

## Musik
Wollny gilt als großes Talent. Auffällig sind in seinem Schaffen die vielfältigen Bezüge zu anderen Musikern oder Komponisten, aber auch Schriftstellern und Filmregisseuren, die seine Musik durchziehen und seit 2004 zunehmend an Bedeutung gewinnen. Mit Blick auf den außerordentlichen Reichtum an Außenmaterial auf seinem Album Weltentraum (2014) stellt sich aber auch die Frage, ob hier von Kitsch gesprochen werden kann. In Wollnys Musik lassen sich vier typische und stilbildende Elemente erkennen: 
1. ein deutlicheres Interesse an der Harmonik im Unterschied zu den horizontalen Komponenten Rhythmus und Melodie, 
2. die Verschleierung des Metrums,
3. ein Gleichgewicht von Komposition und Improvisation bzw. die Absage an den Vorrang der Improvisation,
4. einen musikalischen Fluss, der von keinen Brüchen gestört wird.

## Auszeichnungen und Preise

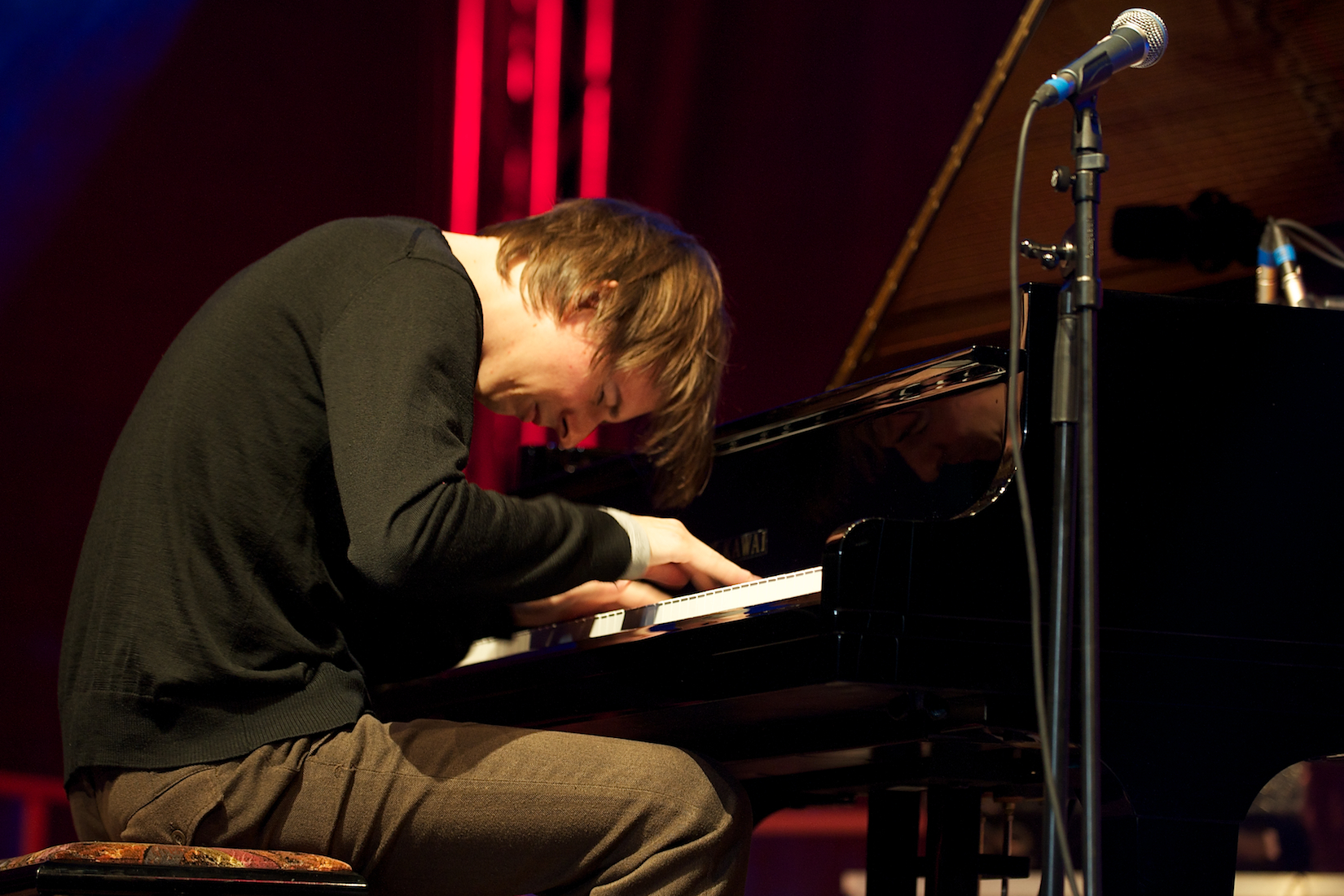
Michael Wollny bei einem Konzert von [em] (Würzburger Hafensommer, 8. August 2010)

Wollny wurde mit mehreren Stipendien und Preisen ausgezeichnet, so dem Jazzpreis der Nürnberger Nachrichten 2007, dem Kulturpreis der Stadt Schweinfurt 2003, dem Preis der Deutschen Schallplattenkritik (für Melancholia (2005) mit Heinz Sauer), dem Bayerischen Kunstförderpreis 2005 und dem „Choc de l'annee 2006“ des französischen Jazzmagazins Jazzman (für Certain Beauty mit Heinz Sauer). Im Jahr 2008 erhielt er zusammen mit Heinz Sauer den SWR-Jazzpreis. 2010 folgte die Auszeichnung mit dem ECHO Jazz in der Sparte Instrumentalist/in des Jahres national - Piano/Keyboards.
[em] wurden im Mai 2007 mit dem Ronnie Scott's Jazz Award als „Most Promising International Newcomer of the Year“ in London ausgezeichnet. Im Jahr 2011 erhielt das Trio den Neuen Deutschen Jazzpreis (sowohl als Band, als auch für Michael Wollny als besten Solisten) und den ECHO Jazz als Ensemble des Jahres national. 2013 erhielt Wollny nicht nur den Preis der Deutschen Schallplattenkritik für sein Album Don't Explain - Live In Concert mit Heinz Sauer, sondern auch den Bayerischen Staatspreis für Musik und mit dem Trio [em] den ECHO Jazz als Ensemble des Jahres national. Ebenfalls 2013 erhielt er, zusammen mit Heinz Sauer, den mit 50.000 Euro dotierten Binding-Kulturpreis. 2015 und 2016 erhielt er den ECHO Jazz. 2017 erhielt er den Bayerischen Kulturpreis. Im November 2018 wurde Wollny mit dem Kulturpreis der Stadt Würzburg ausgezeichnet.
Im Frühjahr 2025 war Wollny Artist in Residence beim Bodenseefestival, wo er fünf Konzerte gab.

## Diskografische Hinweise

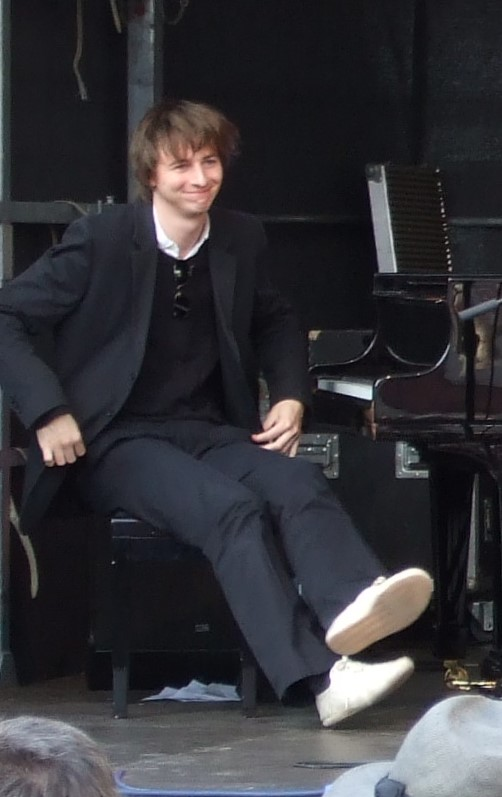
Nach der Arbeit

- Wollny / Kriener / Leyh: CDNR3 (2001)
- Heinz Sauer / Michael Wollny: Melancholia (2004)
- Wollny / Kruse / Schaefer: Call it [em] (2005)
- Heinz Sauer / Michael Wollny: Certain Beauty (2006)
- Michael Wollny / Tamar Halperin: Wunderkammer (2009)
- Joachim Kühn / Michael Wollny: Live at Schloß Elmau (2009)
- Wollny / Kruse / Schaefer: [em] Wasted & Wanted (2012)
- Heinz Sauer / Michael Wollny: Don’t Explain - Live in Concert (2013)
- Iiro Rantala / Leszek Możdżer / Michael Wollny: Jazz at Berlin Philharmonic I (2013)
- Michael Wollny Trio: Weltentraum (2014) (Preis der deutschen Schallplattenkritik)
- Michael Wollny mit Christian Weber & Eric Schaefer: Nachtfahrten (2015)
- Michael Wollny Trio mit Emile Parisien: Wartburg (2018)
- Nils Landgren, Michael Wollny, Lars Danielsson & Wolfgang Haffner: 4 Wheel Drive (2019)
- Mondenkind (2020)[15]
- Wollny – Parisien – Lefebvre – Lillinger: XXXX (ACT, 2021), mit Tim Lefebvre, Émile Parisien, Christian Lillinger[16]
- Christian Brückner – Michael Wollny: Heinrich Heine – Traumbilder (ACT, 2021)[17]
- Michael Wollny Trio: Ghosts (ACT, 2022, mit Tim Lefebvre, Eric Schaefer)[18]
- Michael Wollny Trio: Living Ghosts (ACT, 2025, mit Tim Lefebvre, Eric Schaefer)